# Aktief
Aktief is Belgisch Nederlandstalig tijdschrift dat zich focust op sociale kwesties, culturele en kunstzinnige onderwerpen, maatschappij-analyse en popularisering van de menswetenschappen. Het tijdschrift omschrijft zich als een kritisch, progressief en onafhankelijk blad. Het blad poogt voorbij de ideologische en partijpolitieke grenzen heen debat binnen het middenveld te stimuleren. Het tijdschrift wordt uitgegeven door Het Masereelfonds. Huidig hoofdredacteur is Jelle Versieren.

## Geschiedenis
Het tijdschrift werd gesticht door Leo Michielsen en Marc Braet in 1975. In 1978 werd het een onafhankelijk tijdschrift uitgegeven door het Masereelfonds. Tot 1984 werd het blad uitgegeven door de uitgeverij Masereelfonds. Deze uitgeverij werd opgedoekt, waarna de organisatie Masereelfonds instond voor de uitgave. Doorheen de jaren waren Antoon Roosens, Bernard Desmet en Koen Dille redacteurs van het blad. In 2019 werd Jelle Versieren aangeduid als hoofdredacteur. 